# Байраки (заказник)
Байраки — ботанічний заказник місцевого значення. Об'єкт розташований на території Гуляйпільського району Запорізької області, біля села Прилуки, між полями № 11 і № 9 польової сівозміни № 1.
Площа — 26 га, статус отриманий у 1990 році.